# Susanne Hirt
Susanne Hirt (Augsburgo, 15 de agosto de 1973) es una deportista alemana que compitió en piragüismo en la modalidad de eslalon. Ganó una medalla de oro en el Campeonato Mundial de Piragüismo en Eslalon de 1999 y una medalla de bronce en el Campeonato Europeo de Piragüismo en Eslalon de 2000, ambas en la prueba de K1 por equipos.

## Palmarés internacional
| Campeonato Mundial | Campeonato Mundial    | Campeonato Mundial | Campeonato Mundial |
| Año                | Lugar                 | Medalla            | Competición        |
| ------------------ | --------------------- | ------------------ | ------------------ |
| 1999               | Seo de Urgel (España) | Medalla de oro     | K1 por equipos     |
| Campeonato Europeo |                       |                    |                    |
| Año                | Lugar                 | Medalla            | Competición        |
| 2000               | Mezzana (Italia)      | Medalla de bronce  | K1 por equipos     |